# Mangroves du Nord-Ouest de la côte mexicaine
Localisation
Les mangroves du Nord-Ouest de la côte mexicaine forment une écorégion terrestre définie par le Fonds mondial pour la nature (WWF), qui appartient au biome des mangroves de l'écozone néarctique.
La région est composée de deux complexes principaux. Le premier se situe dans la baie de Magdalena et sur le versant ouest de la Sierra de la Giganta, sur la côte pacifique en Basse-Californie du Sud. Le second est niché dans le delta des fleuves Yaqui, Mayo et Fuerte, et donne sur le golfe de Californie. Le système comprend encore d'autres petites zones de mangroves dans les lagunes de San Ignacio et Ojo de Liebre, qui font partie de la Réserve de biosphère d'El Vizcaíno.